# مالکوم ایکس
مالکوم ایکس (انگلیسی: Malcolm X؛ با نام تولد مالکوم لیتل، بعدها الحاج مالک الشباز؛ ۱۹ مه ۱۹۲۵ – ۲۱ فوریه ۱۹۶۵) انقلابی آفریقایی-آمریکایی، رهبر مذهبی مسلمان و فعال حقوق بشر بود که تا زمان ترورش در سال ۱۹۶۵، یکی از چهره‌های برجسته جنبش حقوق مدنی به‌شمار می‌رفت. او تا سال ۱۹۶۴ سخنگوی سازمان امت اسلام بود و پس از ترک این گروه، به ترویج توانمندسازی سیاه‌پوستان و گسترش اسلام در جامعه آفریقایی-آمریکایی پرداخت. مالکوم ایکس به دلیل حمایت از خشونت در برخی سخنانش، چهره‌ای جنجالی بود، اما به خاطر تلاش‌هایش برای عدالت نژادی، در جوامع آفریقایی-آمریکایی و مسلمانان، شخصیتی تحسین‌شده است.
مالکوم ایکس دوران نوجوانی خود را پس از مرگ پدرش و بستری شدن مادرش، در خانه‌های پرورشی یا نزد خویشاوندان گذراند. او مرتکب جرایم مختلفی شد و در سال ۱۹۴۶ به جرم سرقت و دزدی به ۸ تا ۱۰ سال زندان محکوم شد. در زندان، به امت اسلام پیوست و نام «مالکوم ایکس» را برگزید و نام خانوادگی «لیتل» را که به او داده شده بود، کنار گذاشت، زیرا معتقد بود این نام از سوی اربابان برده‌دار سفیدپوست به اجدادش تحمیل شده است. پس از آزادی مشروط در سال ۱۹۵۲، به سرعت به یکی از تأثیرگذارترین رهبران امت اسلام تبدیل شد. او به مدت ۱۲ سال چهره عمومی این سازمان بود، از توانمندسازی سیاه‌پوستان و جدایی نژادی سیاهان و سفیدپوستان حمایت می‌کرد و از مارتین لوتر کینگ جونیور و جریان اصلی جنبش حقوق مدنی به دلیل تأکید بر عدم خشونت و ادغام نژادی انتقاد داشت. مالکوم ایکس همچنین به برخی از دستاوردهای اجتماعی امت اسلام، مانند برنامه رایگان بازپروری معتادان، افتخار می‌کرد. از دهه ۱۹۵۰ به بعد، او تحت نظارت اداره تحقیقات فدرال (FBI) قرار داشت.
در دهه ۱۹۶۰، مالکوم ایکس از امت اسلام و همچنین رهبر آن، الیجا محمد، ناامید شد. او پس از انجام مراسم حج در مکه، به اهل سنت و جنبش حقوق مدنی روی آورد و نام «الحاج مالک الشباز» را برگزید. پس از سفری کوتاه به آفریقا، او علناً امت اسلام را رد کرد و دو سازمان اسلامی مسجد مسلمان و سازمان پان‌آفریقای وحدت آفریقایی-آمریکایی را تأسیس کرد. در طول سال ۱۹۶۴، درگیری‌های او با امت اسلام شدت گرفت و بارها تهدید به مرگ شد. در ۲۱ فوریه ۱۹۶۵، مالکوم ایکس در نیویورک ترور شد. سه عضو امت اسلام به اتهام قتل او محکوم و به حبس ابد نامعین محکوم شدند. در سال ۲۰۲۱، دو مورد از این محکومیت‌ها لغو شد. گمانه‌زنی‌ها دربارهٔ ترور و احتمال دخالت رهبران یا اعضای دیگر امت اسلام، یا حتی نهادهای مجری قانون، دهه‌ها ادامه داشته است.
مالکوم ایکس پس از مرگش با روز مالکوم ایکس گرامی داشته شد. این روز سالانه در شهرهای مختلف ایالات متحده جشن گرفته می‌شود. صدها خیابان و مدرسه در آمریکا به نام او نام‌گذاری شده‌اند و سالن اودوبان، محل ترورش، در سال ۲۰۰۵ به بخشی از مرکز یادبود و آموزشی مالکوم ایکس و دکتر بتی شباز تبدیل شد. خودزندگی‌نامه‌ای که او با همکاری الکس هیلی نوشته بود، در سال ۱۹۶۵ پس از مرگش منتشر شد.

## زندگی

### میشیگان، لانسینگ
مالکوم در سال ۱۹۲۵ میلادی در شهر اوماها واقع در ایالت نبراسکای آمریکا به دنیا آمد. پدرش ریورند ارل لیتل، سیاه‌پوستی بود با حدود دو متر قد و هیکلی قوی که از یک چشم کور بود. او کشیشی طرفدار اندیشه‌ها مارکوس گاروی بود و اعتقاد به بازگشت نژاد سیاه به موطن اصلی خود، یعنی قارهٔ آفریقا داشت. ارل سازماندهٔ انجمن عمومی پیشرفت سیاهان بود. وی با لوییز همسر دومش در فیلادلفیا آشنا شد. لوییز مادر مالکوم است. وی رنگ پوست روشنی داشت چرا که پدرش سفیدپوست بود. زنی تحصیل کرده بود و عقاید خاصی داشت و از خوردن برخی غذاها پرهیز می‌کرد. بعدها به گروه ادونیتست‌ها پیوست. آن‌ها دستورهای غذایی تورات را دنبال می‌کردند و از خوردن گوشت خوک و خرگوش و حیواناتی که سمشان شکاف نداشت یا نشخوارکننده نبودند، خودداری می‌کردند.
بعد از تولد مالکوم در اوماها، خانوادهٔ لیتل برای دستیابی به شرایطی بهتر به میلواکی رفتند. این اقامت چندان نپایید و این‌بار عازم لانسینگ مرکز میشیگان شدند. ارل لیتل آنجا به کار در کلیسا مشغول شد و به ترویج اندیشه‌های مارکوس گاروی پرداخت. او پیوسته مورد حمله و کینهٔ گروه‌های نژادپرست از جمله کوکلاکس کلان‌ها بود. مالکوم یکی از این حملات را اینطور توصیف می‌کند.
«کابوسی که هرگز در ذهنم نمی‌میرد. شبی از شب‌های سال ۱۹۲۹ بود. کوچک‌ترین خواهرم ایوون تازه به دنیا آمده بود. ما همه خواب بودیم. از خاطرم نمی‌رود که ناگهان چیزی مرا به بالا پرتاب کرد. چشم که باز کردم، خودم را دنیایی از آتش و دود دیدم. صدای تپانچه‌ها با فریاد آدم‌ها در هم آمیخته بود. هرج و مرج عجیبی بود، شعله‌های آتش همه جا زبانه می‌کشید. سفیدها خانهٔ ما را به آتش کشیده بودند. پدرم، دشنام گویان، با تپانچهٔ خود آن‌ها را هدف قرار داد. برای فرار از آن جهنم یکدیگر را به زمین می‌انداختیم و از روی هم می‌گذشتیم. مادرم درحالی‌که نوزاد خود را در آغوش داشت، با آنکه شعله‌ها همه جا زبانه می‌کشید و جرقه‌های آتش به هر سو پراکنده می‌شد، از میان شعله‌ها گذشت تا قبل از فرود آمدن سقف فرزندش را نجات دهد. فراموش نمی‌کنم، ما تمام آن شب را، عریان و بی‌پناه زیر طاق آسمان، گریان و وحشت‌زده سرکردیم. مأموران آتش‌نشانی و پلیس‌های سفید نیز آمدند، اما ایستادند که تماشا کنند خانه تا کف می‌سوزد و تلی از خاکستر می‌شود».
این رخداد باعث شد تا ارل لیتل به همراه خانواده‌اش به حومهٔ شرقی لانسینگ نقل مکان کنند. آن‌ها در این ایام بیش از پیش طعم فقر و تنگدستی را می‌چشیدند و درآمد اصلی خانواده تنها از طریق فعالیت‌ها مذهبی پدر بود. مالکوم از پنج سالگی به مدرسه‌ای به نام بیشهٔ زیبا رفت. او و برادرانش از معدود سیاه‌پوستان آن مدرسه بودند.
«آن‌ها آنقدر ما را کاکاسیاه، دودی و موشی صدا کرده بودند که دیگر برای خود ما هم این القاب عادی، طبیعی و معمولی شده بود».
سال ۱۹۳۱ وقتی مالکوم شش ساله بود، ارل لیتل بعد از یک مشاجرهٔ خانوادگی با لوییز با عصبانیت از خانه بیرون رفت و این آخرین باری بود که خانواده‌اش او را می‌دیدند. افرادی به ارل حمله کردند و بعد از قتل او جمجمه‌اش را زیر چرخ‌های اتومبیل له کردند. بیمه از تأمین هزینه‌های کفن و دفن ارل و هچنین مخارج زندگی خانوادهٔ لیتل سر باز زد و اعلام کرد که او خودکشی کرده است.
مادر خانواده، لوییز، بعد از این مجبور شد با سختی و دست پا زدن به سوی کارهای مختلف و طاقت‌فرسا رو بیاورد که عموماً از طریق کار در خانهٔ سفیدپوستان هزینه‌های زندگی را تأمین کند. بعد از آن که مردم متوجه شدند او بیوهٔ ارل لیتل است، از حضور او در خانه‌هایشان خودداری کردند.
او همچنین از سازمان رفاه اجتماعی حقوق می‌گرفت. همین موضوع پای مأموران این سازمان را به خانوادهٔ آن‌ها باز کرد. مالکوم حضور مأموران در جمع خودشان را این‌گونه توصیف می‌کند:
«اما کمک ماهانه جواز حضور آن‌ها بود. رفتارشان با ما مانند رفتار با برده‌ها بود. گویی ما دارایی شخصی آن‌ها بودیم. با تمام تلاشی که مادرم می‌کرد، موفق نمی‌شد تا آن‌ها را از دخالت در زندگیمان بازدارد. خشم او هنگامی به اوج می‌رسید که می‌دید آن‌ها با اصرار یکی از ما را به گوشه‌ای خارج از اتاق، در حیاط یا جای دیگر می‌برند و به نوبت هربار یکی از ما را با طرح پرسش‌ها و بیان کلمات فریبنده در مقابل هم و رویاروی مادرم قرار می‌دهند».
در سال ۱۹۳۴، خانوادهٔ لیتل که همیشه از قبول اعانه و صدقه سرباز زده بود، مجبور به قبول آن شدند. در این ایام مالکوم و برادرانش نیز از طریق کارهای خرد مانند شکار و فروش خرگوش سعی می‌کردند تا به مادرشان کمک کنند. مالکوم که روحیه‌ای آتشین و حسی جستجوگر داشت، کم‌کم به خارج از خانه کشیده شد. همین امر حس طغیان و خشونت را بیش‌تر در او زنده کرد و به دزدی‌های کوچک از مغازه‌ها دست زد. مأموران رفاه اجتماعی از این موضوع آگاه شدند و از همین طریق فشار بیش‌تری بر لوییز وارد کردند. آن‌ها ولگردی‌ها و دزدی مالکوم را دلیلی بر ضعف سرپرستی لوییز عنوان کردند. مالکوم این فشار را با انگیزهٔ فروپاشی خانوادهٔ خود می‌دانست.
«دقیقاً به یاد ندارم که چگونه و از چه زمانی آن‌ها به فکر افتادند که مادرم را دیوانه معرفی کنند، اما خوب به یاد دارم وقتی که آن‌ها شنیدند مادرم از قبول یک تعارف، مقداری گوشت خوک و شاید هم یک خوک درسته، از دهقانی که در همسایگی ما بود خودداری کرده است، او را به خاطر طرد این صدقهٔ بزرگ در حضور ما دیوانه خطاب کردند. عقیدهٔ او به عنوان یک ادونتیست و توضیحات او که ما هرگز گوشت نمی‌خوریم، برای آن‌ها اهمیت نداشت».
لوییز که در معرض این سختی‌ها، بسیار رنجور و شکننده شده بود، در حدود سال‌های ۱۹۳۶ و ۱۹۳۷ با مردی آشنا شد که با حضورش او را خوشحال و آرام می‌کرد. اما این مرد از ترس قبول مسئولیت خانوادهٔ نُه نفرهٔ لیتل، بعد از یک سال، لوییز را ترک کرد و هرگز از او خبری نشد. این امر سقوط روحی لوییز را سرعت بخشید. این دلایل کافی بود تا سازمان رفاه اجتماعی برای تجزیهٔ خانوادهٔ لیتل دست به کار شود. مسئولیت مالکوم و دیگر خواهران و برادرانش به خانواده‌های دیگر سپرده شد؛ و سرانجام دستور دادگاه در مورد لوییز صادر شد و او را به بیمارستان روانی ایالتی در کالامازو منتقل کردند. ۲۶ سال از زندگی او در آن مکان سپری شد تا آن که فرزندانش او را از آن جا بیرون آوردند. مالکوم در مورد عملکرد رفاه اجتماعی می‌گوید: «صادقانه اعتقاد دارم اگر سازمان رفاه اجتماعی تنها یک خانواده را از هم متلاشی کرده باشد، آن خانواده ما بودیم. ما دوست داشتیم با هم و در کنار هم زندگی کنیم، کاشانهٔ ما نباید ویران می‌شد. اما سازمان رفاه، دادگاه و پزشکان به نوبت ما را در زیر ضربات مشت‌های خود گرفته بودند و تنها ما نبودیم که گرفتار چنین مصیبتی بودیم».
سرپرستی مالکوم به خانوادهٔ گوهانا داده شد. او در این ایام به دلیل رفتار ناشایست از مدرسه اخراج شد و دادگاه حکم به فرستادن او به مدرسهٔ تهذیب اخلاق داد. این مدرسه زیر نظر خانم سورلین اداره می‌شد. او و شوهرش اعتقاد زیادی به هوش مالکوم داشتند و از او به‌طور گسترده حمایت می‌کردند. اما بعدها او این حمایت آن‌ها را نیز نوعی از تبعیض و نابرابری نژادی قلمداد کرد.
«اکنون می‌فهمم که آقا و خانم سورلین بی اعتنا به حضور من از هر چیزی حرف می‌زدند. درست مثل اینکه در حضور یک پرندهٔ دست‌آموز صحبت می‌کردند. از هر چیز، دربارهٔ خود من، دربارهٔ سیاهان، گویی من اصلاً وجود ندارم یا حرف‌هایشان را نمی‌فهمم. هر روز ده‌ها بار کلمهٔ کاکاسیاه را بر زبان می‌آوردند. فکر می‌کنم منظورشان اهانت نبود یا شاید هم این را به حساب همدردی و محبت می‌گذاشتند».
تحت حمایت خانم سورلین، مالکوم روانهٔ دبیرستان میسون شد. ضمن تحصیل به کار در رستوران مشغول شد. عملکرد خوبی در مدرسه داشت و در کلاس هفتم، نیمهٔ دوم سال به عنوان ارشد کلاس انتخاب شد. او در این ایام چهارده سال داشت که با الا خواهر بزرگ خانواده که اولین فرزند ارل لیتل از اولین ازدواجش بود، ملاقات کرد. الا در بوستون زندگی می‌کرد. مالکوم در تابستان ۱۹۴۰ برای دیدار با الا و تماشای بوستون به این شهر رفت. در این سفر، نخستین بار از محیط کوچک و نسبتاً روستایی محل زندگی‌اش، قدم فراتر نهاد و زندگی سیاه‌پوستان در شهر بوستون را دید. آن دنیای پر زرق و برق، کلوپ‌های شبانه، سالن‌های رقص و دسته‌های نوازندگان او را تحت تأثیر قرار داد. بعد از برگشت به میسون تغییراتی زیادی کرد.
«برای اولین بار از معاشرت با سفیدها ناراحت می‌شدم. بی‌وقفه فکرم در اطراف بوستون و مشاهدات و برداشتم از آنجا دور می‌زد».
روزی معلم انگلیسی، آقای استروسکی، از وی خواست تا بعد از اتمام درس، کلاس را ترک نکند تا در مورد آینده با او صحبت بکند.
" «مالکوم تو باید خط زندگی‌ات را مشخص کنی هیچ وقت به آن فکر کرده‌ای؟» حقیقت آن بود که تا آن روز هرگز به این مسئله نیندیشیده بودم؛ ولی بدون تأمل پاسخ دادم: «آره، به این موضوع فکر کرده‌ام و دلم می‌خواهد که حقوق بخوانم.» آن روز در لانسینک قاضی یا پزشک سیاه نبود تا الگویی برای آرزوی من باشد. اما می‌دانستم که یک قاضی، دیگر ناچار به شستن ظرف نیست.
خطوطی از تعجب بر چهره‌اش نقش بست. درحالی‌که روی صندلی‌اش لم داده و دست‌ها را در پشت سرهم قفل کرده بود، با تبسم گفت: «مالکوم، ما باید واقع‌بین باشیم، سوء تفاهم نشود، ما همه تو را دوست داریم. تو این را می‌دانی. اما باید این حقیقت را بدانی که تو یک سیاه‌پوستی. حقوق‌دان بودن! هدف مناسبی برای یک کاکا سیاه نیست. به کاری فکر کن که برای آن ساخته شده‌ای. دست‌های تو برای کار و برای ساختن ساخته شده است. کارگاه نجاری تو می‌تواند مورد تحسین همه قرار بگیرد. چرا نجاری هدف تو نیست؟ مردم تو را به عنوان یک انسان دوست دارند، کار که اهمیتی ندارد»".
این گفتگو افکار مالکوم را دستخوش آشفتگی کرد و حس خشم را در وجودش بیدار ساخت. به دلیل تغییر رفتار وی، خانم سورلین او را از مدرسه اخراج کرد و سرپرستی وی به خانوادهٔ لیونز سپرده شد. او به خواهرش الا نامه فرستاد و ابراز علاقه کرد که می‌خواهد در بوستون زندگی کند. الا مقدمات حضور او را فراهم کرد. به این ترتیب رهسپار بوستون شد.

## زندان

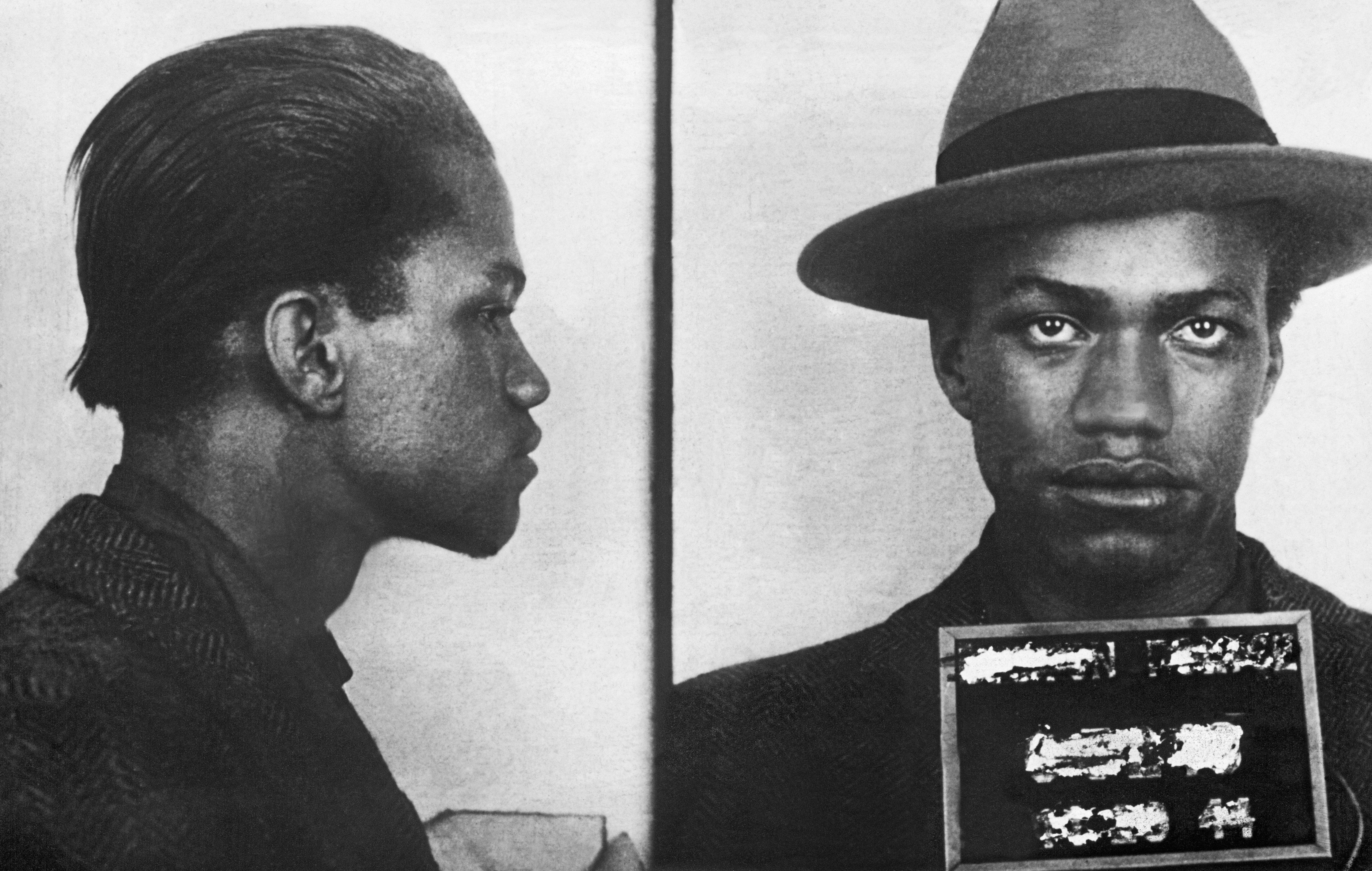
ماگ شات مالکوم ایکس در سال ۱۹۴۴

مالکوم ایکس، درس و مدرسه را رها کرد. او سرانجام هنگامی که برای فروختن یک ساعت دزدی به جواهر فروشی رفت، به دام پلیس گرفتار شد و به ده سال حبس محکوم شد.
وی در زندان چنان چهره ضد دینی پیدا کرده بود که زندانیان به او لقب شیطان را داده بودند.
او با برنامه‌ریزی برای اوقات فراغت خود در زندان، به مطالعات مذهبی پرداخت.
او به تدریج با سیاهپوستان مسلمانی آشنا شد که هم بندش بودند؛ افرادی از گروه «ملت مسلمان». آنان از اسلام گفتند.

## گروه امت الاسلام

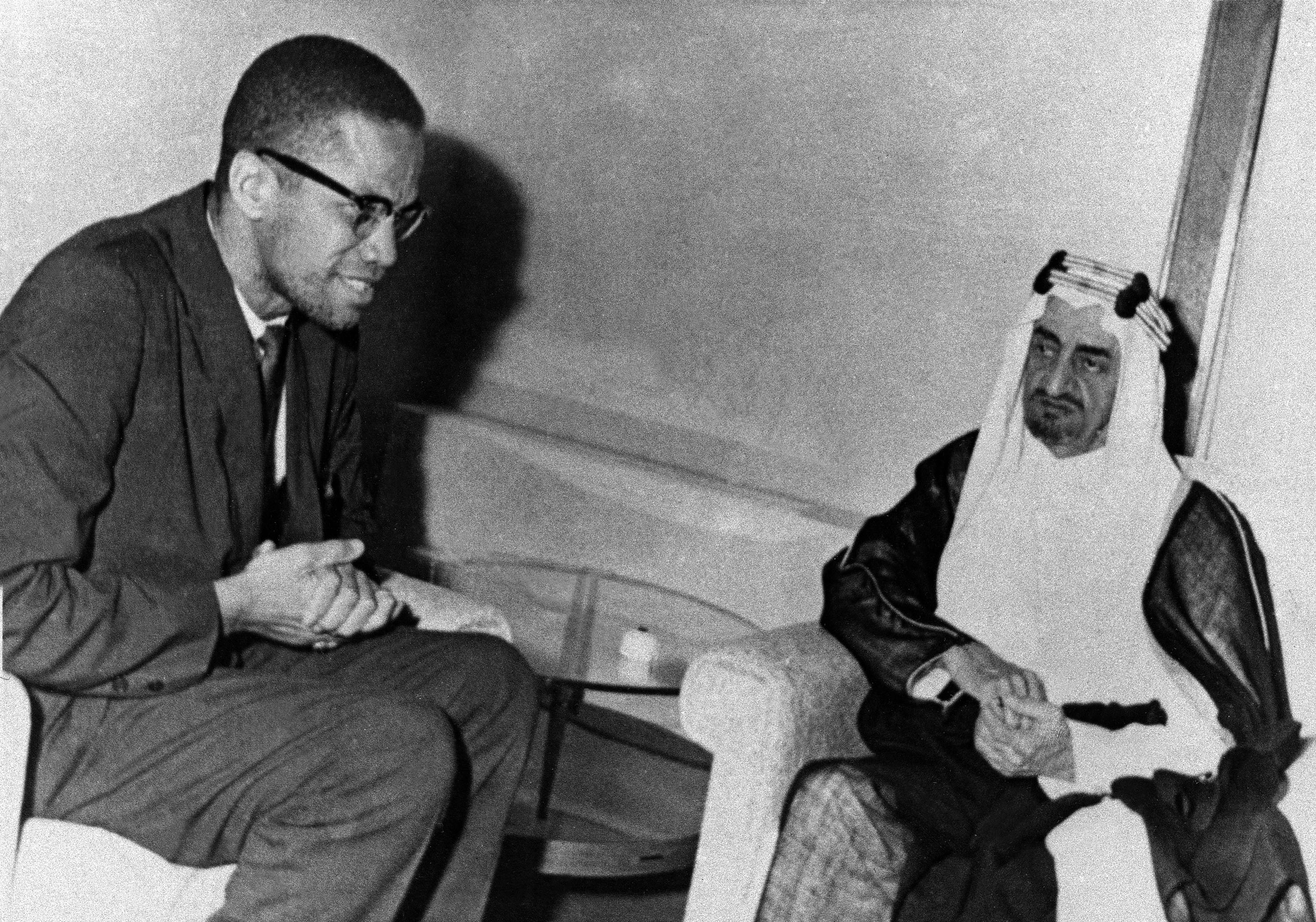
مالکوم ایکس و فیصل بن عبدالعزیز آل سعود در جده، ۱۹۶۴

هفت سال از دوران محکومیت مالکوم گذشت. اما این بار مالکوم ایکس درنگ نکرد و بلافاصله پس از آزادی، به عضویت گروه «ملت مسلمان» درآمد. او سیر مطالعاتی و تحقیقاتی خویش را ادامه داد و تا جایی پیش رفت که به عنوان سخنگوی این جمعیت برگزیده شد. تبلیغات مذهبی و اعتقادی او در آمریکا، باعث شد تعداد زیادی از سیاهپوستان با اسلام آشنا شوند و در مدت کوتاهی به عضویت گروه «ملت مسلمان» درآیند.
مالکوم ایکس در یکی از سخنرانی‌هایش دربارهٔ او این‌طور گفت: «این مرد کوچک، شریف و دوست‌داشتنی. الایجا محمد محترم که در این ساعت به برادران و خواهران ما در شیکاگو آموزش می‌دهد. او پیامبر الله است و همین باعث می‌شود قدرتمندترین مرد سیاه‌پوست در آمریکا باشد…» مالکوم بعد از جدایی از «ملت مسلمان» گفت که من باایمان‌ترین بندهٔ الایجا محمد بودم، و امروز می‌دانم که من بیشتر و استوارتر از آن‌که خودش به خودش ایمان داشت، بهش ایمان داشتم. اما او بعداً تغییر عقیده داد و از «ملت مسلمان» جدا شد و گفت که اسلامی که من الآن باور دارم، همان اسلامی است که در مکه آموزش داده شد: این‌که خدایی جز الله نیست و محمد بن عبدالله که هزار و چهارصد سال پیش در شهر مقدس مکه زندگی می‌کرد، آخرین پیامبر الله است.
مالکوم به سیاهان می‌گفت: «زیستن در آمریکا، شما را آمریکایی نمی‌کند. شما باید یاد بگیرید از میوه‌های آمریکایی‌ها لذت ببرید. اما شما از این میوه‌ها لذت نبرده‌اید. شما تنها از خارها و سختی‌ها لذت برده‌اید برای اینکه شما باید سخت‌تر کار می‌کردید تا به میوه‌ها دست یابید».
بِتی، پرستار سیاهپوستی بود که در یکی از بیمارستان‌های آمریکا مالکوم را شناخت و پیشنهاد زندگی مشترک با او را پذیرفت.
مالکوم ایکس به چند کشور آسیایی و آفریقایی سفر کرد.
بعدها بین مالکوم ایکس و الایجا محمد اختلافات بسیاری پدید آمد و مالکوم از جریان «امت اسلام» خارج شد و خود جریانی را تحت عنوان جماعت اهل سنت پایه‌گذاری کرد.

## ترور جان اف کندی و روزه سکوت و جدایی مالکوم از جریان امت اسلام
فعالیت‌های مالکوم ایکس در سازماندهی و جذب اعضای جدید برای «امت اسلام» خیلی زود مجموع اعضای این جنبش را از ۴۰۰ نفر در سال ۱۹۵۰ به بیش از ۳۰ هزار نفر در سال ۱۹۶۰ رساند. اما هم‌زمان نشانه‌هایی از اختلاف میان مالکوم و الیجا محمد بروز کرد.
مالکوم ضمن استقبال از تلاش‌های فعالان جنبش مدنی سیاهپوستان آمریکا، می‌گفت که سیاهان باید برای بازپس گرفتن حق خود «از هر راه ممکن» اقدام کنند. او همواره در سخنرانی‌های آتشین خود از «سفید پوستان» به عنوان «دشمن» یاد می‌کرد و مخاطبان هیجان زده خود را در برابر آنچه «ظلم ۴۰۰ ساله سفید پوستان بر سیاهپوستان» می‌نامید، به «بیداری و تکاپو» دعوت می‌کرد.
اختلاف‌ها میان مالکوم ایکس و الیجا محمد پس از مرگ جان اف کندی، رئیس‌جمهوری وقت آمریکا در سال ۱۹۶۳ به اوج خود رسید.
اظهار نظر جنجالی مالکوم در مورد مرگ کندی که به نوعی آن را «تقاص پس دادن» ارزیابی کرده بود، با واکنش تند الایجا محمد روبرو شد و رهبر «امت اسلام» به مالکوم دستور داد که برای ۹۰ روز سکوت اختیار کند و حق اظهار نظر در هیچ موردی را ندارد.
در برابر مالکوم شروع به افشاگری دربارهٔ «روابط خارج از ازدواج» الایجا محمد کرد و از رابطه جنسی رهبر «امت اسلام» با دختران نوجوانی خبر داد که حتی از الایجا محمد بچه دار شده بودند. با شهادت پسر الایجا محمد و زنانی که مورد سوء استفاده جنسی الایجا قرار گرفته بودند، خود او نیز در ۱۹۶۳ این وقایع را تأیید کرد و سعی در توجیه اعمال خود با ارجاع به رفتارهای مشابه در مبلغین مسیحی برآمد.

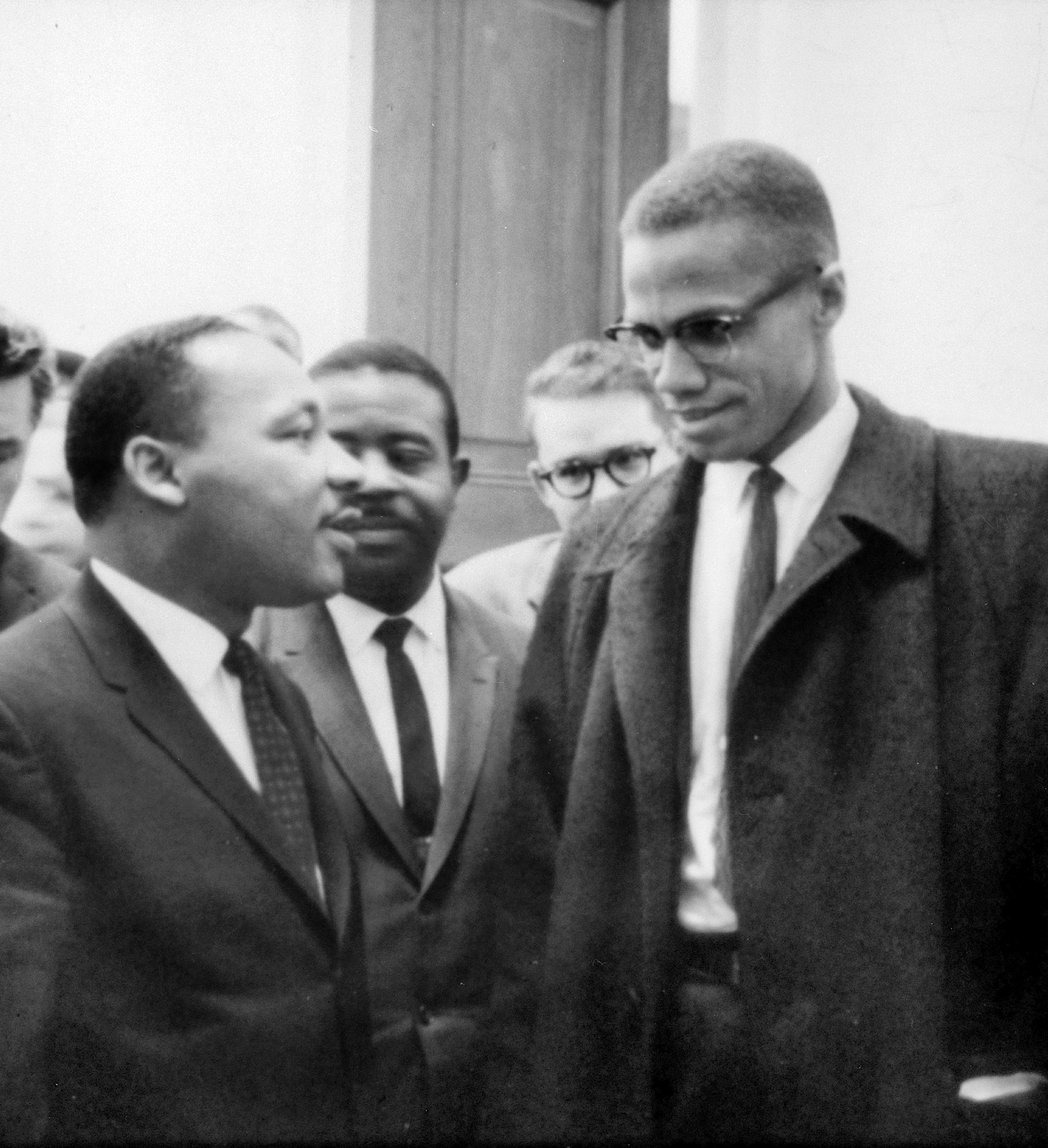
مالکوم ایکس و مارتین لوتر کینگ جونیور، مارس ۱۹۶۴

مالکوم ایکس پس از شدت گرفتن اختلافات از امت اسلام جدا شد و خود جریانی مستقل تحت عنوان جماعت اهل سنت راه انداخت. مالکوم تلاش کرد تا محمد علی، بوکسور مشهور که خودش الهام بخش او برای پیوستن به امت اسلام بود و روابط نزدیکی با او داشت را متقاعد کند که همراه خودش به مسلمانان سنی بپیوندد. محمد علی اما نپذیرفت و دوستی خود با مالکوم ایکس را پایان داد. محمد علی بعدها از این کارش به عنوان یکی از بزرگ‌ترین اشتباهاتش یاد کرد و گفت: «پشت کردن به مالکوم ایکس یکی از بزرگ‌ترین اشتباهاتم در عمرم بود که به شدت ازش پشیمانم. آرزو دارم می‌توانستم به مالکوم بگویم که متاسفم و او دربارهٔ خیلی چیزها حق داشت. اما قبل از اینکه فرصت این کار را داشته باشم او کشته شد… اگر مالکوم نبود من احتمالاً هرگز مسلمان نمی‌شدم. اگر می‌توانستم به عقب برگردم و آن اتفاقات دوباره تکرار می‌شدند، من هرگز هرگز به او پشت نمی‌کردم.»

## زیارت مکه
در آوریل ۱۹۶۴، با کمک مالی خواهر ناتنی خود الا لیتل کالینز به جده پرواز کرد. در جده تابعیت ایالات متحده و عدم توانایی در صحبت به زبان عربی باعث زیر سؤال رفتن وضعیت وی به عنوان یک مسلمان شد.
وی که یک نسخه از کتاب عبدالرحمن حسن عزام (پیام ابدی) را همراه ویزای عربستان دریافت کرده بود با نویسنده تماس گرفت و پسر عزام ترتیب ترخیص وی را داد و اتاق هتل خود را به او قرض داد.
صبح روز بعد مالکوم ایکس فهمید که شاهزاده فیصل او را به عنوان میهمان دولتی تعیین کرده است. چند روز بعد، پس از اتمام مناسک حج، با وی دیدار داشت.
بعدها مالکوم گفت که دیدن مسلمانان «از هر رنگی، از بور چشم آبی گرفته تا آفریقایی‌های پوست سیاه»، در حال طواف با شرایط برابر او را بر آن داشت تا اسلام را دین غلبه بر مشکلات نژادی بداند.

## ترور

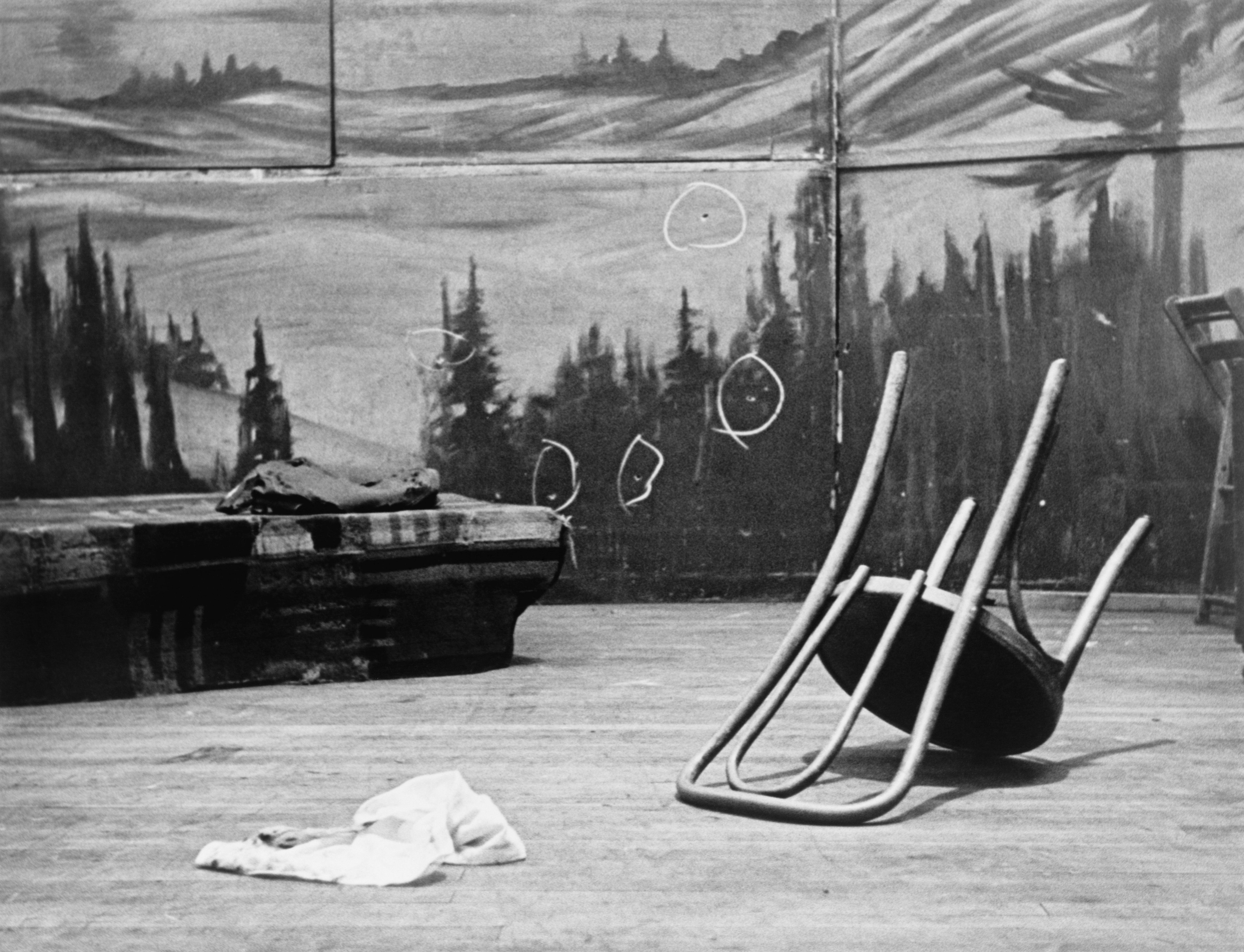
ترور مالکوم ایکس در تئاتر آدوبان دور ضربات گلوله خط کشی شده است.

نشریه «سخن محمد» که متعلق به «امت اسلام» بود در شماره دهم آوریل سال ۱۹۶۴ خود کارتونی منتشر کرد که در آن سر قطع شده مالکوم مثل یک توپ در برخورد چند باره با زمین و بلند شدن به هوا نشان داده می‌شد و جملاتی از دهانش بیرون می‌آمد. انتشار این کارتون تنها پس از گذشت چند روز از سخنان تند الیجا محمد صورت می‌گرفت که به لوئیس فراخان (رهبر کنونی امت اسلام) گفته بود: «متظاهرانی چون مالکوم باید سرشان از بدنشان جدا شود».
این سخن الیجا محمد از طریق چهره‌های سرشناس «امت اسلام» در روزهای بعد تکرار شد. بسیاری معتقد بودند که «تهدید جانی» مالکوم ایکس در میان این سخنان مشهود است. برای آنهایی که اخبار مسلمانان آمریکا را دنبال می‌کردند تقریباً هویدا بود که میانه شکراب شده مالکوم و الیجا محمد بستر حادثه‌ای خونین است.

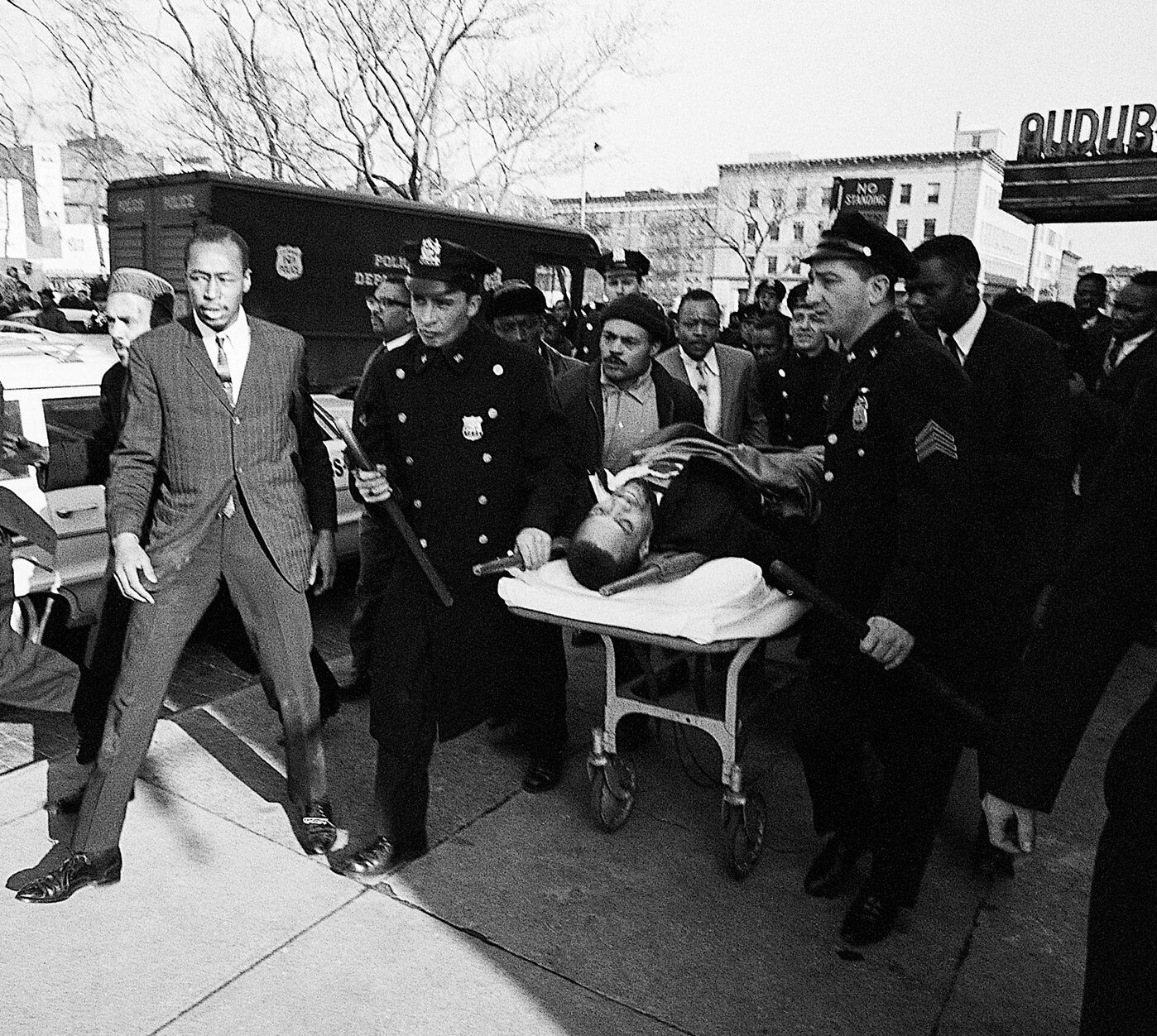
مالکوم ایکس بر روی استرچر، ۲۲ فوریه ۱۹۶۵‏

در ماه‌های پس از آن پلیس فدرال آمریکا، اف‌بی‌آی، دست کم دو بار تهدید جانی مالکوم ایکس را به ثبت رساند. در ۱۴ فوریه ۱۹۶۵ بمبی در منزل محل اقامت مالکوم، بتی و چهار دخترشان منفجر شد که به هیچ‌یک از آنان آسیبی وارد نیاورد. تنها ۷ روز بعد، در ۲۱ فوریه ۱۹۶۵ هنگامی که او در یکی از سالن‌های اجتماعات منهتن نیویورک سخنرانی می‌کرد سه مرد مسلح، او را از فاصلهٔ کم هدف ۱۵ گلوله قرار دادند و مالکوم در سن ۳۹ سالگی بلافاصله کشته شد.
هر سه ضارب از اعضای «امت اسلام» شناسایی شدند. پلیس هر سه نفر را دستگیر و تحویل دادگاه داد.
نورمن ۳ایکس باتلر که نام اسلامی محمد عبدالعزیز را برای خود برگزیده بود، در سال ۱۹۸۵ با موافقت دادگاه مورد عفو قرار گرفت و از زندان آزاد شد. او پس از آزادی به ریاست مسجد «امت اسلام» در محله هارلم نیویورک منصوب شد.
توماس ۱۵ ایکس جانسون، در خلال سال‌های زندان از «امت اسلام» جدا شد و خود را یک مسلمان سنی اعلام کرد، نام خلیل اسلام را برای خود برگزید و در سال ۱۹۸۷ از زندان آزاد شد. او در سال ۲۰۰۹ درگذشت.
توماس هیگن، نخستین کسی که به سوی مالکوم ایکس شلیک کرد، بعدها نام مجاهد حلیم را برای خود برگزید. پس از گذشت ۴۵ سال از دوران محکومیت آقای هیگن، دادگاه در سال ۲۰۱۰ با درخواست عفو او موافقت کرد.
توماس هیگن دیگر خود را عضو «امت اسلام» نمی‌داند و بارها به خاطر شلیک به سوی مالکوم ایکس اظهار ندامت کرده است.